# Massacre de Sinchon (1950)
Le massacre de Sinchon (coréen:  신천 양민학살 사건, hanja: 信川良民虐殺事件) est un meurtre de masse de civils, que les sources nord-coréennes attribuent aux forces militaires sud-coréennes avec l'approbation de l'armée des États-Unis, ayant eu lieu du 17 octobre au 7 décembre 1950, près de, ou dans, la ville de Sinchŏn  Corée du Nord, Hwanghae du Sud). Cet événement s'est supposément déroulé durant la seconde phase de la guerre de Corée et la retraite du gouvernement de la RPDC de la province de Hwanghae.

## Déclarations de la Corée du Nord
Des sources nord-coréennes[Lesquelles ?] prétendent qu'environ 35 000 personnes ont été tuées par les forces militaires américaines et leurs soutiens durant une période de 52 jours. Ceci représente environ un quart de la population de Sinchŏn à cette époque. Le musée des atrocités de guerre américaines, fondé en 1958, montre les restes et possessions des victimes supposées. À l'école, les Nord-Coréens apprennent que les Américains ont « enfoncé des clous dans la tête de leurs victimes » et « découpé les seins des femmes ». Des officiels copient toutes les images du musée et les affichent dans les corridors des écoles.

## Déclarations non-gouvernementales
Dans un rapport préparé à Pyongyang, l'organisation non-gouvernementale Association internationale des juristes démocrates, à tendance communiste, liste plusieurs incidences de meurtres de masse par les troupes américaines à Sinchŏn. De plus, elle a déclaré que jusqu'à 300 Nord-Coréens ont été décapités au sabre par les soldats américains, et que l'US Air Force a utilisé des armées bactériologiques en Corée. S'appuyant sur des témoignages oraux de Nord-coréens, ce rapport de l'Association internationale des juristes démocrates prétend que le massacre de Sinchŏn s'est déroulé sous la supervision d'un général « Harrison » ou « Halison », apparemment le général William Kelly Harrison Jr., qui aurait personnellement conduit plusieurs des opérations incriminées. Le rapport prétend que Harrison a pris des photos du massacre, mais aucune preuve ne l'atteste.
Harrison a été choqué par cette déclaration. Des investigations ont conclu qu'il n'y avait pas de Harrison dans la zone au moment des faits, et que c'était soit un pseudonyme, soit une déclaration mensongère. Le musée susmentionné possède une photo légendée « Harrison D. Maddon ». Le cliché montre un homme de dos, debout à côté d'un drapeau de l'ONU, portant un chapeau dans sa main, sans que l'on puisse voir son visage.
Selon Dong-Choon Kim, un ancien membre de la Commission vérité et réconciliation (en), le massacre de Sinchŏn a été perpétré par la police de sécurité d'extrême-droite et un groupe de jeunes. Sunghoon Han dit que des unités de sécurité d'extrême-droite sont responsables de la tuerie.
En août 1989, Uli Schmetzer, du Chicago Tribune, écrivait :

« Si une quelconque vérité sur les massacres de Chichon (Sinchon) a jamais existé, les preuves ont disparu depuis bien longtemps. La ville, située à 110 km au sud de la capitale nord-coréenne, Pyongyang, a été transformée en sanctuaire national par une machine de propagande impitoyable qui a alimenté les passions anti-américaines pendant trente-six années au bénéfice d'un régime communiste institutionnalisé et enrégimenté. « Sinchon pue, ça sent l'arnaque », a déclaré un expert de l'Europe de l'Est sur la Corée du Nord. « Mais ça fonctionne parfaitement pour mobiliser la peur et assurer l'obéissance... De toute façon, qui va contredire la version officielle dans ce pays ? » »

— Uli Schmetzer, Chicago Tribune, 21 août 1989,
Dans son livre War and Televison, l'historien américain Bruce Cumings, écrit :

« La plupart des massacres de Sinchon ont été perpétrés par des Coréens chrétiens qui avaient fui la région de Sinchon pour le sud. À mon avis, si des Américains étaient présents, c'était probablement du personnel du KMAG [Korean Military Advisory Group, ou Groupe consultatif militaire coréen] lequel a été témoin de nombreuses atrocités commises par des Sud-Coréens contre des civils ; les Coréens avec qui j'ai parlé étaient catégoriques sur le fait que des Américains avaient perpétré les massacres, mais il est vrai que les Coréens ne peuvent admettre que les leurs puissent avoir commis de tels actes sans avoir suivi des ordres venant des Américains ou (lors de la période coloniale) des Japonais »

— Bruce Cumings, War and Televison, 1993,.